# Конь, Фёдор Савельевич
Фёдор Савельевич Конь (около 1540 — после 1606) — «государев мастер» времён правления Бориса Годунова, один из немногих древнерусских зодчих, чьё имя зафиксировано источниками.

## Биографические данные
Исследователи предположительно считают Фёдора Коня выходцем из Троицкого монастыря в Болдине. В 1594 году Фёдор Конь сделал вклад в Болдин монастырь (35 руб.), с Болдиным были связаны и родные Коня: в 1600 году «с Москвы из суконного ряду Федор Петров сын, а Федора Коня пасынок, дал вкладу 20 руб.; среди работников Болдина монастыря сын Коня Мартин Иванов».
О жизни зодчего известно немного: краткие и отрывочные записи в источниках конца XVI — начала XVII века дают лишь некоторые представления о нём. К таким источникам относятся приходные и расходные книги Болдина — Троицкого монастыря под Дорогобужем за 1568—1607 год, наказы и грамоты царя Федора Иоанновича 1591 и 1595 годов, различные хронографы и летописцы XVII века.
Последнее упоминание о Фёдоре Коне (1606 год) опубликовано Р. Г. Скрынниковым. В популярной литературе Коню без каких бы то ни было оснований приписываются некоторые сооружения времён Романовых (например, укрепления Новоспасского монастыря).
Биография Фёдора Коня, описывающая его происхождение и бегство за границу, была опубликована Верой Жаковой в 1934 году. В ней Фёдор представлен бунтовщиком и безбожником. При написании биографии Жакова использовала документы (челобитные), одна из которых была впоследствии найдена и опубликована в 1966 году В. Н. Прищепенко. Последующее изучение этого документа выявило подделку (созданную или скопированную в XIX или в начале XX века, то есть по крайней мере в этом случае Жакова работала с уже существующим документом).

## Проекты

Смоленская крепостная стена

Фёдор Конь известен как строитель следующих крепостных сооружений и храмов:
- каменные стены и башни Белого города Москвы (1585—1593; по линии нынешних бульваров[5]);
- Троицкая церковь в Вязёмах со звонницей (1585—1586)[6];
- самой протяжённой крепости России — Смоленской крепостной стены (1596—1602);
- ансамбля Болдинского монастыря под Дорогобужем (1590-е гг.; согласно гипотезе П. Д. Барановского);
- Борисов городок (1598—1600 гг.) в селе Борисове[6];
- П. А. Раппопорт высказал предположение, что строителем Борисоглебской церкви у Борисова городка также являлся Фёдор Конь[7]. Это предположение отвергал В. В. Косточкин, полагавший, что церковь была построена в 1585—1586 годах ещё во времена существования деревянных укреплений, до строительства каменной крепости, и ни по своим архитектурным формам, ни по времени строительства не могла быть построена Фёдором Конём[6]. Ранняя датировка строительства Косточкиным является, в свою очередь, также небесспорной[8].

Постройки Фёдора Коня отличались высокой техникой строительства, продуманностью конструкций, большим архитектурным мастерством. Их стилистические особенности демонстрируют влияние итальянского ренессанса.

## Память
- Дмитрий Кедрин воспел Фёдора Коня в поэме «Конь».
- Фёдору Коню посвящена глава в книге «Наша древняя столица» Натальи Кончаловской.
- У подножья Смоленской крепостной стены поставлен памятник Фёдору Коню.